# بلو جاك ماكريل
بلو جاك ماكريل هو نوع من أسماك الأسقمري تنتمي إلى فصيلة الشيميات. يبلغ طولها العادي 25 سم، بينما الحد الأقصى لطولها يبلغ 60 سم. وهي أسماك ساحلية تعيش على أعماق تصل إلى 370 مترًا قبالة خليج غشكونية إلى جنوب المغرب وغرب البحر الأبيض المتوسط.

## الإنتشار
ينتشر هذا النوع على نطاق واسع في جميع أنحاء البحر الأبيض المتوسط وفي شرق المحيط الأطلسي بين خليج غشكونية شمالًا وسواحل أفريقيا الاستوائية جنوبًا.
وهو أكثر شيوعًا حول الجزر منه بالقرب من السواحل.